# Silverkindad fnittertrast
Silverkindad fnittertrast (Trochalopteron melanostigma) är en fågel i familjen fnittertrastar inom ordningen tättingar. Den förekommer i bergstrakter i Sydostasien, från Myanmar till Vietnam. Arten minskar i antal, men beståndet anses ändå vara livskraftigt.

## Utseende
Silverkindad fnittertrast är en medelstor (24–26 cm) medlem av familjen. Fjäderdräkten är grå- och olivfärgad, med bjärt guldgrönt på vingpaneler och stjärtsidorna samt svarta vingtäckare. På övre delen av manteln syns kraftiga svarta fläckar och på bröstet fjällning. På huvudet syns kastanjebrun till orange hjässa, svartaktig tygel och svartaktig strupe. Ögat är mörkt.

## Utbredning och systematik
Silverkindad fnittertrast delas upp i fem underarter med följande utbredning:
- Trochalopteron melanostigma connectens – bergstrakter i nordvästra Tonkin och nordöstra Laos
- Trochalopteron melanostigma subconnectens – bergstrakter i nordöstra Thailand (Doi Phu Kha)
- Trochalopteron melanostigma schistaceum – bergstrakter i östra Myanmar och nordvästra Thailand
- Trochalopteron melanostigma melanostigma – sydöstra Myanmar (södra Shanstaterna) till högt belägna bergstrakter i nordvästra Thailand
- Trochalopteron melanostigma ramsayi – södra Myanmar (Karennistaten och Tavoydistriktet)

Tidigare behandlades den som en del av kastanjekronad fnittertrast (Trochalopteron erythrocephalum) och vissa gör det fortfarande.

### Släktestillhörighet
Tidigare inkluderas arterna i Trochalopteron i Garrulax, men genetiska studier har visat att de är närmare släkt med exempelvis prakttimalior (Liocichla) och sångtimalior (Leiothrix).

## Levnadssätt
Arten hittas i undervegetation och bambu i städsegrön lövskog på mellan 1000 och 3400 meters höjd. Den kan också ses i blandskog, ungskog och buskmarker med rhododendron. Den ses i par eller smågrupper, ofta med andra fnittertrastar, födosöka på eller nära marken på jakt efter insekter, bär, frön och andra vegetabilier. 

### Häckning
Silverkindade fnittertrastens häckningssäsong varierar geografiskt. Den placerar sitt skålformade bo av döda löv, torrt gräs och mossa i ett litet träd, en buske eller en klängväxt. Däri lägger den ett till fyra ägg.

## Status och hot
Arten har ett stort utbredningsområde och en stor population, men tros minska i antal, dock inte tillräckligt kraftigt för att den ska betraktas som hotad. Internationella naturvårdsunionen IUCN listar därför arten som livskraftig (LC). Den beskrivs som rätt vanlig, dock sällsynt i Yunnan i Kina.